# Albatros (Jules Verne)
Pour les articles homonymes, voir Albatross (homonymie).
Dimensions
L'Albatros est un navire volant hélicoptère électrique rétrofuturiste imaginaire de 30 m, et de 37 mâts, inventé par Jules Verne dans son roman de science-fiction Robur-le-Conquérant, paru en 1886,.

## Historique

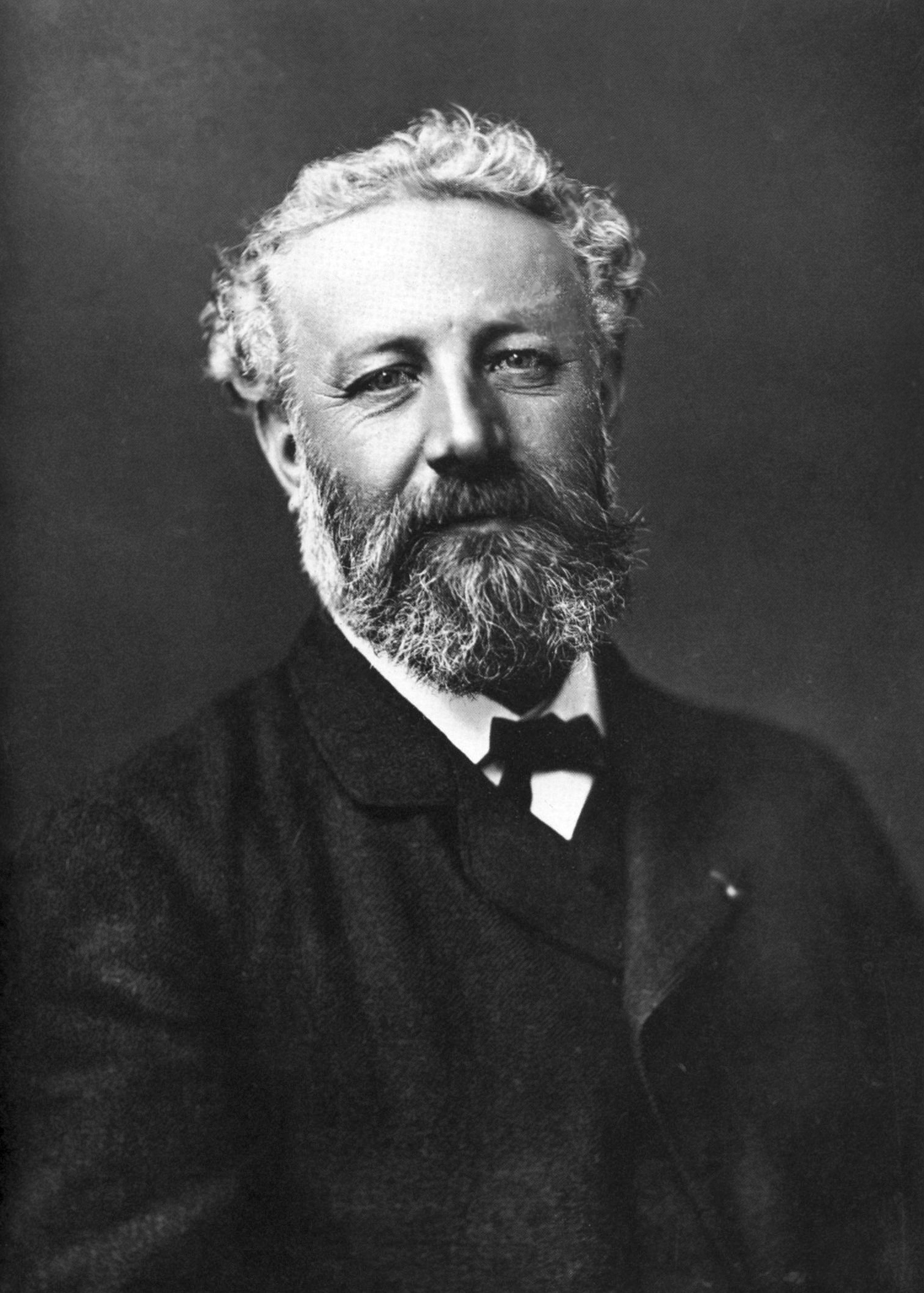
Jules Verne, vers 1878, par le photographe Nadar.

Alors que de nombreux inventeurs cherchent jusqu’au XXe siècle à faire voler des objets « plus lourds que l’air », inspirés entre autres des vis aérienne et ornithoptère des manuscrits de l'Institut de Léonard de Vinci des années 1480, ou du ballon montgolfière de 1782, les inventeurs français Gustave de Ponton d'Amécourt et Guillaume Joseph Gabriel de La Landelle construisent avec succès en 1861 leur « chère hélice », un petit prototype expérimental d'aérostat à rotor contrarotatif à deux hélices aériennes coaxiales, et moteur à vapeur bicylindre, pour lequel ils inventent le nom « hélicoptère ». L'appareil est photographié par leur ami Nadar en 1863 (pionnier de la photographie aérienne en 1858), avec qui ils fondent alors la société d'encouragement de la locomotion aérienne au moyen du plus lourd que l'air, à Paris, en 1863.  
Leur célèbre ami romancier-visionnaire Jules Verne, membre de l'association et auteur du roman Cinq Semaines en ballon (1863), s'inspire alors de cette invention pour créer son bateau volant imaginaire Albatros de 30 m de long, inspiré du navire Le Renard d'Eugène Belleguic (également membre de l'association) avec 37 mâts, propulsé par 74 doubles hélices à moteurs électriques et rotors contrarotatifs, et deux moteurs électriques à hélice avant et arrière, pour son roman de science-fiction Robur-le-Conquérant de 1886 (suivi du Maître du monde en 1904). Robur-le-Conquérant, pré-pionnier imaginaire de l'histoire de l'aviation, est inspiré du capitaine Nemo et de son célèbre sous-marin Nautilus, du roman Vingt Mille Lieues sous les mers, de 1869. 
Ces travaux et écrits précurseurs de « l'histoire de l'aviation au moyen du plus lourd que l'air », ont contribué au succès des inventions des premiers aéronefs motorisés, avec en particulier le ballon dirigeable Daimler, de Gottlieb Daimler (1888), l'Ader Avion III, de Clément Ader (1897), le Wright Flyer, des frères Wright (1903) (puis Wright Flyer III de 1905), le Gyroplane Breguet-Richet, de Louis Charles Breguet (1907), le Blériot XI, de Louis Blériot (1909), et le Breguet Gyroplane Laboratoire (1933). 

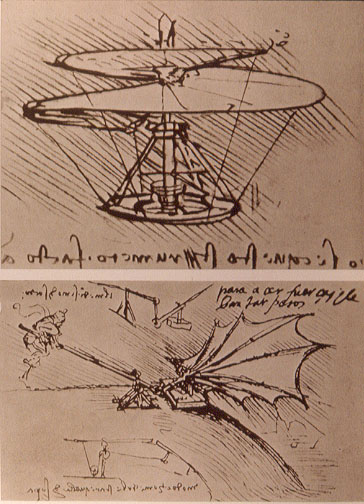
Vis aérienne et ornithoptère de Léonard de Vinci (années 1480).
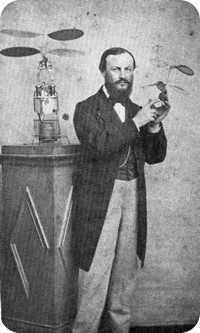
L'hélicoptère de Gustave de Ponton d'Amécourt, de 1861
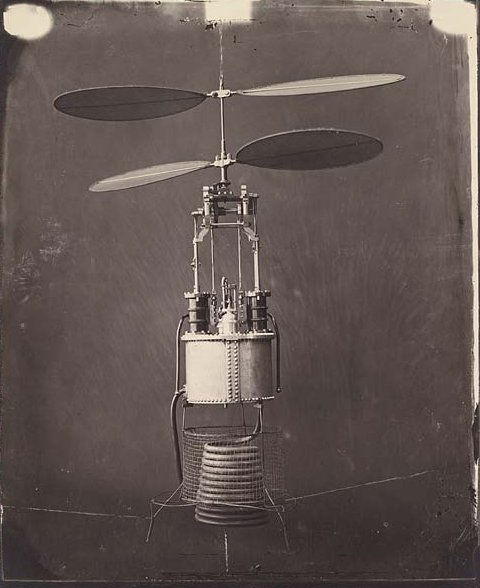
Premier prototype d'hélicoptère à moteur à vapeur (1863).
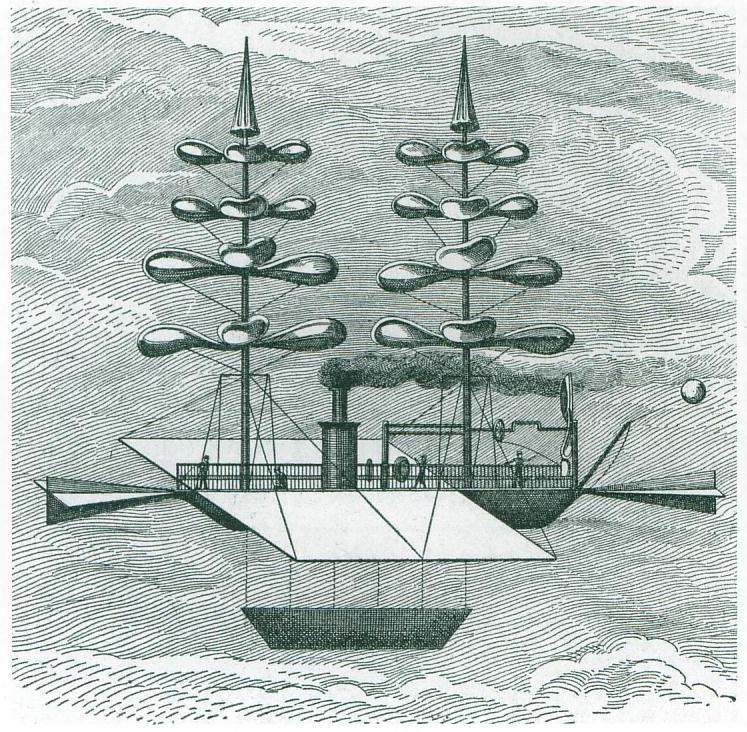
Navire hélicoptère à vapeur de Guillaume Joseph Gabriel de La Landelle (1863).
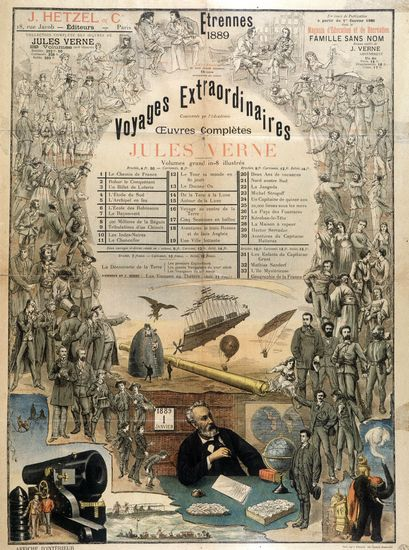
L'Albatros, de Jules Verne.
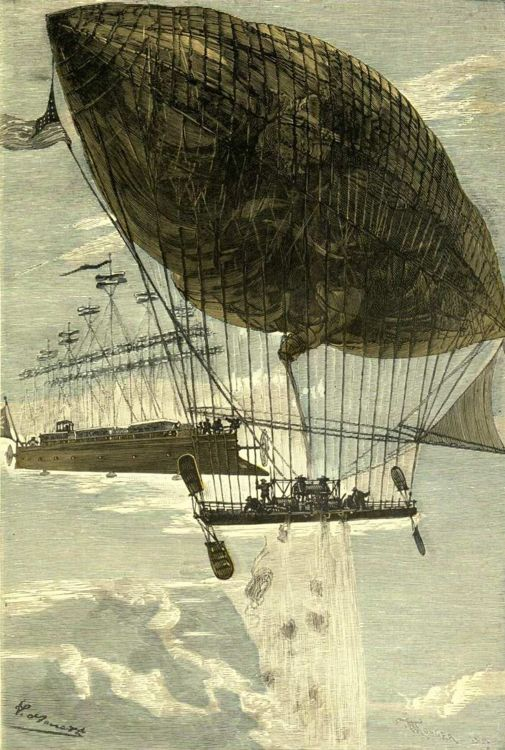
L'Albatros, de Jules Verne.
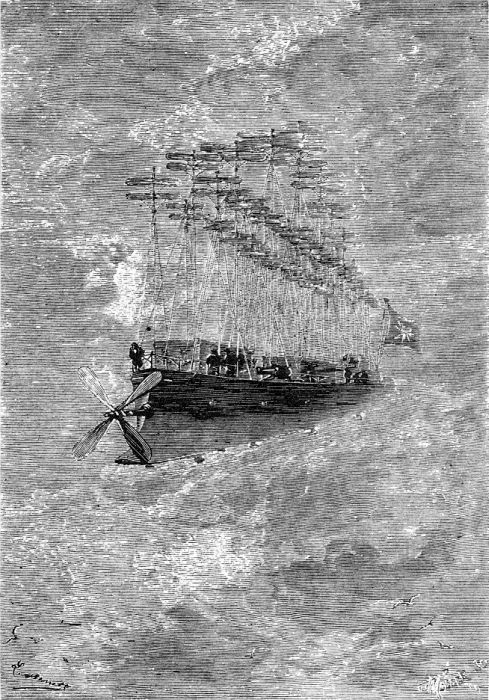
L'Albatros, de Jules Verne.
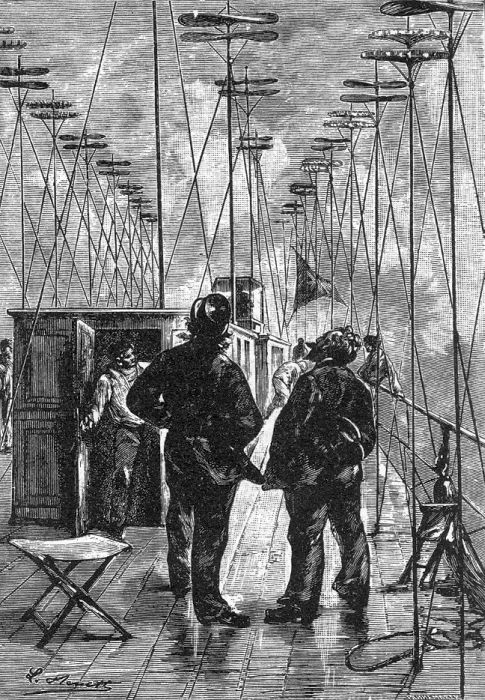
L'Albatros, de Jules Verne.